# トニー・タッカー
トニー・タッカー（Tony Craig Tucker、1958年12月27日 - ）は、アメリカ合衆国のプロボクサー。ミシガン州グランドラピッズ出身。元IBF世界ヘビー級チャンピオン。ニックネームは「TNT」。

## 人物
アマチュアボクシングからキャリアを開始。1980年にプロ入り。無敗のまま1987年5月30日にマイケル・スピンクスの王座剥奪で空位となっていたIBF世界ヘビー級王座を懸けてジェームス・ダグラスと対戦し、10回TKOでIBF世界ヘビー級王座を獲得。
1987年8月1日、IBF世界王者としてWBA／WBC世界王者、マイク・タイソンとヘビー級史上初となる3団体世界王座統一戦に臨んだ。試合前のインタビューに対して、「鋭いジャブを持っているし、パンチ力もある。自分にも十分チャンスがある。」と語っていた。序盤から中盤にかけて、左のフックや左のアッパーなどのカウンターで、時折タイソンをたじろがせる見せ場があった。ただし、ジャブの打ち合いという観点では逆に、スピードを持ってステップインしながら、飛び込んで来るタイソンの方にむしろ分があった。試合後半、時折右腕を回してタイソンを挑発する等の観客を楽しませる見せ場を作ったりもしたが、結果的には12回判定0-3で敗れた。わずか64日間の短命ヘビー級王者となった。
レノックス・ルイスとの対戦では、プロ入り初のダウンと2度目のダウンを喫するが、12R終了の判定まで持ちこたえた。結果的には3-0の判定で敗れた。タイソン戦の頃は、100kgを切るウェイトで、動きも軽快だったが、その頃に比べると、後述の事情もあってか、明らかに動きの軽快さに欠けていた。
タイソン戦前から、マネージャーとのトラブル（マネージャーとしての権利を主張する人物が複数おり、試合の度に報酬の大半を失っていた）を抱えており、また、タイソン戦の後には、ボクサーとして一番脂の乗っていた時期に薬物問題で2年半のブランクを作ってしまった。ブランクからの復帰後は精力的に試合をこなし、3度の世界王座挑戦のチャンスを得た。しかし、すでにタッカーの年齢は30代後半になっていたこともあり、再び世界王座を手にすることはなかった。

## 略歴
- 1979年、AAU優勝、パンアメリカン競技大会優勝、ワールド・カップ優勝（すべてライトヘビー級）。
- 1980年、プロデビュー。
- 1986年、空位のUSBA全米ヘビー級タイトル獲得。
- 1987年5月30日、空位のIBF世界ヘビー級タイトルをジェームス・ダグラスと争い、10ラウンドTKO勝ちで獲得。
- 1987年8月1日、マイク・タイソンと無敗同士での3団体世界王座統一戦で判定負けし、タイトルを失う。37戦目で初黒星。
- 1991年6月3日、オーリン・ノリスを12R判定で破り、NABF北米ヘビー級タイトルを獲得。
- 1993年5月8日、レノックス・ルイスの持つWBC世界ヘビー級タイトルに挑戦するが、判定負け。
- 1995年4月8日、ブルース・セルドンとの空位のWBA世界ヘビー級王座決定戦で7ラウンドTKO負け。
- 1996年6月29日、空位のNABF北米ヘビー級タイトルを獲得。
- 1997年6月28日、空位のWBO世界ヘビー級タイトルをハービー・ハイドと争うが、2ラウンドTKO負け。
- 1998年、引退。

## 獲得タイトル
- USBAヘビー級王座
- IBF世界ヘビー級王座
- NABFヘビー級王座
- カリフォルニア州ヘビー級王座